# 追殺夏娃
，是一部英國諜報驚悚類型的電視劇，改編自路克·詹寧斯的系列小说《代號薇拉內爾》。本劇由菲比·沃勒-布里奇開發製作，主演为吳珊卓和朱迪·科默，於BBC美国台首播，台灣由myVideo同步跟播。
劇集在美英兩地均獲得廣泛的好評。2019年，本劇獲得皮博迪獎，並被英國電視學院獎評為年度最佳劇集。吳珊卓憑藉第一季中的表現，贏得第76屆金球獎、第25屆美國演員工會獎以及第9屆評論家選擇電視劇獎的最佳女主角，並獲得第70屆和第71屆黃金時段艾美獎的最佳女主角提名。朱迪·科默成為2019年英國電視學院獎的最佳女主角，並憑藉第二季中的出色表演獲得2019年第71屆黃金時段艾美獎最佳劇情類影集女主角。費歐娜·蕭獲得2019年英國電視學院獎的最佳女配角。
2016年11月15日，劇集第一季獲得預訂，於2018年4月8日首播。在第一季播出之前，BBC美国台便宣佈預訂第二季，并於2019年4月7日首播。第二季首播次日，BBC美国台宣佈預訂第三季。2020年1月，在劇集第三季開播之前，BBC美国台宣佈預訂第四季。2020年3月，AMC宣佈第三季於2020年4月12日首播。最終季第四季於2022年2月27日在BBC美国台首播，台灣由myVideo同步跟播。

## 概要
剧情讲述英國軍情五處的一名女干员——夏娃·波拉斯特里（吳珊卓飾），致力於追查一名有心理疾病的女殺手薇拉內爾（朱迪·科默飾），隨著調查的深入，兩人之間渐渐产生出一种特殊的关系，并牵连出军情六处、暗杀组织「十二門徒」（The Twelve）等多方力量的故事。

## 演員與角色

### 主要角色
| 演员                 | 演员 | 角色                        | 角色 | 登场季数        | 登场季数        | 登场季数        |
| 譯名                 | 英語 | 譯名                        | 英語 | 1               | 2               | 3               |
| -------------------- | ---- | --------------------------- | ---- | --------------- | --------------- | --------------- |
| 吳珊卓               |      | 夏娃·波拉斯特里             |      | 主演            | 主演            | 主演            |
| 朱迪·科默            |      | 薇拉內爾／歐莎娜·阿斯坦科娃 |      | 主演            | 主演            | 主演            |
| 費歐娜·蕭            |      | 卡洛琳·馬滕斯               |      | 主演            | 主演            | 主演            |
| 金·博迪尼亞          |      | 康斯坦·瓦西里耶夫           |      | 主演            | 主演            | 主演            |
| 歐文·麥克唐納        |      | 尼科·波拉斯特里             |      | 主演            | 主演            | 常設            |
| 西恩·德萊尼          |      | 肯尼·史托頓                 |      | 主演            | 主演            | 客串            |
| 達倫·博伊德          |      | 法蘭克·海爾頓               |      | 主演            | Does not appear | Does not appear |
| 柯比·豪威爾-巴蒂斯特 |      | 艾琳娜·費爾頓               |      | 主演            | Does not appear | Does not appear |
| 愛德華·布盧梅爾      |      | 雨果                        |      | Does not appear | 主演            | Does not appear |
| 圖洛·康維里          |      | 貝爾                        |      | Does not appear | Does not appear | 主演            |
| 丹尼·薩帕尼          |      | 傑米·海沃德                 |      | Does not appear | Does not appear | 主演            |
| 哈麗葉·華特          |      | 黛莎·杜茲蘭                 |      | Does not appear | Does not appear | 主演            |

- 吳珊卓 飾演 夏娃·波拉斯特里（英语：Eve Polastri）：英國軍情五處的工作人員，迷戀上了一名惡名昭彰的女殺手[5][6]。

- 朱迪·科默 飾演 薇拉內爾／歐莎娜·阿斯坦科娃（英语：Villanelle (character)）：一個患有心理疾病、技巧娴熟、會多國語言的女刺客，開始着迷於追踪她的軍情五處工作人員夏娃[6][7]。

- 費歐娜·蕭 飾演 卡洛琳·馬滕斯（Carolyn Martens）：英國軍情六處俄羅斯分部負責人[6][8]。

- 金·博迪尼亞（英语：Kim Bodnia） 飾演 康斯坦丁·瓦西里耶夫（Konstantin Vasiliev）：薇拉內爾的上線[6][8]。

- 歐文·麥克唐納（英语：Owen McDonnell） 飾演 尼科·波拉斯特里（Niko Polastri）：夏娃的丈夫，一名教師[6][8]。

- 西恩·德萊尼（Sean Delaney） 飾演 肯尼·史托頓（Kenny Stowton）：被軍情六處招募的駭客[6][8]。羅馬事件之後，他離開軍情六處，成為「苦口良藥」公司（Bitter Pill）的一名調查記者。

- 達倫·博伊德（英语：Darren Boyd） 飾演 法蘭克·海爾頓（Frank Haleton）：夏娃在軍情五處的上級[6]。（第一季）

- 柯比·豪威爾-巴蒂斯特（英语：Kirby Howell-Baptiste） 飾演 艾琳娜·費爾頓（Elena Felton）：夏娃的助手[6][9]。（第一季）

- 愛德華·布盧梅爾（英语：Edward Bluemel） 飾演 雨果（Hugo）：軍情六處特工，夏娃的助手[10][11]。（第二季）

- 圖洛·康維里（英语：Turlough Convery） 飾演 貝爾（Bear）：肯尼在「苦口良藥」公司的同事。（第三季）

- 丹尼·薩帕尼（英语：Danny Sapani） 飾演 傑米·海沃德（Jamie Hayward）：肯尼在「苦口良藥」公司的老闆。（第三季）

- 哈麗葉·華特（英语：Harriet Walter） 飾演 黛莎·杜茲蘭（Dasha Duzran）：退役的奧運會體操運動員，性情堅韌，曾擔當薇拉內爾的培訓師和導師，當前為一名間諜。（第三季）

### 常設角色
- 大衛·黑格（英语：David Haig） 飾演 比爾·帕格雷夫（Bill Pargrave）：夏娃在軍情五處的同事，和她一起來到軍情六處[6][8]。（第一季）

- 妮娜·索薩尼亞（英语：Nina Sosanya） 飾演 潔絲（Jess）：軍情六處特工，夏娃的助手[10][11]。（第二季）

- 亨利·勞埃德-休斯 飾演 艾倫·皮爾（Aaron Peel）：受害者阿利斯泰爾·皮爾之子，在父親死後全面接管公司[11]。（第二季）

- 拉傑·巴傑伊（Raj Bajaj） 飾演 莫·賈法里（Mo Jafari）：軍情六處特工。（第三季）

- 史蒂夫·佩姆伯頓 飾演 保羅（Paul）：新調任的軍情六處主管。（第三季）

- 嘉瑪·韋倫（英语：Gemma Whelan） 飾演 潔拉汀·史托頓（Geraldine Stowton）：卡洛琳關係疏遠的女兒。（第三季）

- 卡米爾·科坦 飾演 海蓮（Hélène）：「十二門徒」成員。（第三季）

### 客串角色
- 蘇珊·林區（英语：Susan Lynch） 飾演 安娜（Anna）：薇拉內爾的語言老師和愛慕對象[12]。（第一季）

- 尤莉·拉戈丁斯基（Yuli Lagodinsky） 飾演 伊莉娜·瓦西里耶娃（Irina Vasilieva）：康斯坦丁的女兒。（第一、三季）

- 夏儂·塔伯特（英语：Shannon Tarbet） 飾演 安柏·皮爾（Amber Peel）：艾倫的妹妹[11]。（第二季）

- 艾瑪·貝爾遜（英语：Emma Pierson） 飾演 嘉瑪（Gemma）：尼科的大學同事[11]。（第二季）

- 阿德里安·史卡博羅（英语：Adrian Scarborough） 飾演 雷蒙（Raymond）：「十二門徒」成員[11]。（第二季）

- 蕾貝卡·塞爾（英语：Rebecca Saire） 飾演 伯莎·克魯格（Bertha Kruger）：查爾斯·克魯格的遺孀。（第三季）

- 艾金妮亞·多汀娜（英语：Evgenia Dodina） 飾演 塔蒂亞娜（Tatiana）：薇拉內爾的母親。（第三季）

- 普里德拉格·比耶拉克（英语：Predrag Bjelac） 飾演 格里高利（Grigoriy）：塔蒂亞娜的丈夫，薇拉內爾的繼父。（第三季）

## 集數
| 季數 | 集数 | 集数 | 首播日期      | 首播日期      |
| 季數 | 集数 | 集数 | 首映          | 季终          |
| ---- | ---- | ---- | ------------- | ------------- |
| 1    | 8    | 8    | 2018年4月8日  | 2018年5月27日 |
| 2    | 8    | 8    | 2019年4月7日  | 2019年5月26日 |
| 3    | 8    | 8    | 2020年4月12日 | 2020年5月31日 |
| 4    | 8    | 8    | 2022年2月27日 | 2022年4月17日 |

在英國，劇集第一季2018年9月起在BBC第一台首播，BBC第三台提供網路直播。第一集於9月15日播出，Live+7收視人數達到542萬。2019年6月8日，劇集第二季在線上串流媒體平台BBC iPlayer一次性釋出，並於當日起在BBC第一台播出。第三季於2020年4月13日起在BBC iPlayer與美國同步釋出，於4月19日起在BBC第一台首播。
在歐洲，劇集第一季於2018年8月27日開始通過愛爾蘭RTÉ2電視台播出。第二季於2019年4月10日首播。
在澳大利亞，劇集第一季於2018年6月由澳大利亞廣播公司播出。第二季每集早於美國首播日期兩天在澳大利亞廣播公司的網路平台ABC iview播出。
在新西蘭，劇集第一季在網路平台TVNZ Ondemand與美國同步播出，並於2018年7月在新西蘭電視台2台播出。第二季每集早於美國首播日期兩天在TVNZ Ondemand播出，並在新西蘭電視台2台與美國同步播出。

## 製作
希德-金特爾電影公司的莎莉·伍德沃德·金特爾決定將路克·詹寧斯在2014至2016年創作的四部系列小說改編成影視。2016年11月，英國廣播公司美國台接手本劇。菲比·沃勒-布里奇開創的電視劇《倫敦生活》取得成功之後，她被英國廣播公司美國台聘請，負責開發《追殺夏娃》，並被委任為節目統籌兼首席編劇。2017年6月，IMG獲得了本劇的發行權。

### 選角
2017年6月，吳珊卓被選為本劇女主角。一個月後，朱迪·科默確定出演另一個主要角色薇拉內爾。2017年8月，柯比·豪威爾-巴蒂斯特加入劇組。
2019年7月，劇集開創者菲比·沃勒-布里奇在接受英國《每日鏡報》採訪時表示，計劃出演第三季中的一個角色，在劇中被薇拉內爾謀殺，成為這名殺手的受害者之一。2019年8月，哈里特·沃特和丹尼·薩帕尼加入劇組。11月，嘉瑪·韋倫、普雷德拉格·吉拉、卡米爾·科坦、史蒂夫·佩姆伯頓、拉傑·巴傑伊（Raj Bajaj）、圖洛·康維里和艾金妮亞·多汀娜加入劇組。

### 拍攝
2017年7月17日，劇集第一季開始在意大利托斯卡納開機，此外還在法國巴黎、德國柏林、羅馬尼亞、英國切森特和倫敦等地拍攝。劇集第二季於2018年7月16日開始拍攝，12月14日殺青。拍攝地點包括英國倫敦、法國巴黎、荷蘭阿姆斯特丹、意大利托斯卡納和羅馬以及羅馬尼亞首都布加勒斯特等。2019年8月，劇集第三季在倫敦新莫爾登開拍。10月，劇組繼續在北倫敦拍攝。第三季還在羅馬尼亞布內什蒂鄉和西班牙巴塞隆納取景拍攝，於2020年1月殺青。

### 續訂
在第一季播出之前，英國廣播公司美國台公佈預訂本劇第二季。2018年7月，《好萊塢報道》稱執行製片人菲比·沃勒-布里奇著手第二季的開發製作，聘請艾莫芮德·芬諾擔任節目統籌兼首席編劇，麗莎·布魯爾曼和法蘭西絲卡·葛雷格利尼執導劇集。2019年3月，在第二季開播之前，原著作者路克·詹寧斯創作的第二部小說《追殺夏娃：永無明日(Killing Eve: No Tomorrow)》正式出版發行。由於詹寧斯一直與劇集創作者保持合作關係，儘管書內故事偏離劇集內容，但兩者具有「共同的DNA」。第二季於2019年4月7日在英國廣播公司美國台和AMC同時首播。
在第二季首集播出後不到12小時，英國廣播公司美國台宣佈預訂劇集第三季，由蘇珊娜·希思科特（Suzanne Heathcote）接替埃默拉爾德·芬內爾擔任節目統籌。莎莉·伍德沃德·金特爾、李·莫里斯、菲比·沃勒-布里奇、吉娜·明納奇和達蒙·托馬斯繼續擔當執行製片人，新增吳珊卓和傑夫·梅爾沃文為第三季執行製片人。2020年3月27日，AMC宣佈《追殺夏娃》第三季提前至2020年4月12日播出，用以填補《陰屍路》系列留下的空檔。
2020年1月3日，在劇集第三季開播之前，BBC美国台宣佈預訂第四季。2020年2月20日，報道稱勞拉·尼爾（Laura Neal）被選為第四季首席編劇，同時擔任節目統籌。最終季第四季於2022年2月27日在BBC美国台首播。

## 音樂
劇集前兩季的音樂原聲帶數字版於2019年11月29日在亞馬遜和iTunes上發行，同期出售實體版黑膠唱片。

## 迴響

### 評價
| 季數 | 季數 | 爛番茄            | Metacritic       |
| ---- | ---- | ----------------- | ---------------- |
|      | 1    | 96%（96位劇評人） | 83（22位劇評人） |
|      | 2    | 93%（58位劇評人） | 87（19位劇評人） |
|      | 3    | 80%（49位劇評人） | 64（9位劇評人）  |

《追殺夏娃》获得了评论家的广泛好评，并入选了多家媒体的年度最佳剧集榜单。本剧第一季在爛番茄網站上獲得了96%的新鮮度，8.28/10分（96位劇評人）。該網站的關鍵共識寫道：「《追殺夏娃》兩位女主角之間的較量給人驚喜、引人入勝，並且吳珊卓充分發揮了自己的表演天賦。」《追殺夏娃》在Metacritic網站上獲得了「普遍讚譽」，83/100分（22位劇評人）。第二季在爛番茄網站上獲得了93%的新鮮度，8.2/10分（58位劇評人）。該網站的關鍵共識寫道：「《追殺夏娃》憑藉類似於貓捉老鼠遊戲的故事核心，回歸的第二季依然是令人著迷的劇集。滑稽可笑的黑色幽默和主角之間的迷人互動貫穿其中，進一步促使它成為最好的間諜驚悚片之一。」第二季在Metacritic網站上獲得了「普遍讚譽」，87/100分（19位劇評人）。第三季獲得了80%的新鮮度，6.76/10分（49位劇評人）。該網站的關鍵共識寫道：「在《追殺夏娃》第三季中，儘管仍未深入展開劇情，觀眾依然樂見於吳珊卓和朱迪·科默之間殺戮般的化學情愫。」第三季在Metacritic網站上獲得了「普遍好評」，64/100分（9位劇評人）。
2019年，《追殺夏娃》入圍英國《衛報》21世紀最偉大的100部電視劇集名單內排名30。

### 收視
劇集第一季在25-54歲以及18-49歲觀眾總收視率每集均有所增加，這是十几年来沒有其他劇集做到過的收視表現。第3集Live+3收视人数为75.8万，比第2集上升10%；在该电视网的目标观众25-54岁人群中，第3集收视人数为29万6000，比第2集增加13%。最終集的Live+3收視人數達到125萬，比首播集高出86%。劇集第二季於英國廣播公司美國台和AMC同時首播，首播集收視創下歷史新高，雙台合併收視人數達117萬，比單台播出的第一季季終集高出67%。雙台Live+3收視人數共計達到166萬，比第一季季終集高出32%。

### 獎項
《追殺夏娃》在美英兩地均獲得廣泛的好評。2019年，本劇獲得皮博迪獎，並被英國電視學院獎評為年度最佳劇集。吳珊卓憑藉第一季中的表現，贏得第76屆金球獎、第25屆美國演員工會獎以及第9屆評論家選擇電視獎的最佳劇情類影集女主角，並獲得第70屆和第71屆黃金時段艾美獎的最佳劇情類影集女主角提名。朱迪·科默成為2019年英國電視學院獎的最佳女主角，並憑藉第二季中的出色表演獲得2019年第71屆黃金時段艾美獎最佳劇情類影集女主角。費歐娜·蕭獲得2019年英國電視學院獎的最佳女配角。

## 備註
1. ↑  myVideo前期以BBC First的譯名《血腥迷戀伊芙》上線[3]，後更為《追殺夏娃》。

## 資料來源
1. ↑  Waterson, Jim. . 衛報. 2019-04-07  [2019-05-01]. （原始内容存档于2019-05-03） （英国英语）.
2. ↑  Nicholson, Rebecca. . 衛報. 2018-09-15  [2019-04-19]. （原始内容存档于2019-03-10） （英国英语）.
3. ↑  myVideo 影音隨看. . Facebook. 2020-04-16  [2020-05-10]. （原始内容存档于2020-05-10） （中文（臺灣））.
4. ↑  . 英國廣播公司美國台.   [2018-09-01]. （原始内容存档于2018-08-15） （美国英语）.
5. ↑  Petski, Denise. . Deadline Hollywood. 2017-06-13  [2018-09-01]. （原始内容存档于2018-11-09）.
6. 1 2 3 4 5 6 7 8 9  . BBC媒體中心. 2018-03-07  [2018-09-01]. （原始内容存档于2018-09-15） （美国英语）.
7. ↑  Petski, Denise. . Deadline Hollywood. 2017-06-28  [2018-09-01]. （原始内容存档于2018-11-09） （美国英语）.
8. 1 2 3 4 5  Mitovich, Matt Webb. . TVLine. 2018-01-12  [2018-09-01]. （原始内容存档于2018-08-26） （美国英语）.
9. 1 2  Petski, Denise. . Deadline Hollywood. 2018-08-29  [2018-09-01]. （原始内容存档于2018-06-19） （美国英语）.
10. 1 2 3  . BBC America. 2018-08-15  [2018-08-19]. （原始内容存档于2018-08-19） （美国英语）.
11. 1 2 3 4 5 6  Carr, Flora. . 廣播時報. 2019-06-10  [2019-06-11]. （原始内容存档于2019-06-17） （英国英语）.
12. ↑  Knight, Lewis. . 每日鏡報. 2019-09-26  [2019-06-11]. （原始内容存档于2019-06-17） （英国英语）.
13. ↑  . www.bbc.co.uk.   [2019-04-15]. （原始内容存档于2018-11-21）.
14. ↑  . mobile.twitter.com.   [2019-04-15]. （原始内容存档于2019-04-15）.
15. ↑  . www.barb.co.uk.   [2019-04-15]. （原始内容存档于2019-04-01）.
16. ↑  . Empire. 2019-05-15  [2019-06-20]. （原始内容存档于2019-05-15） （美国英语）.
17. ↑  . Newsweek. 2020-04-12  [2020-04-13]. （原始内容存档于2020-04-13） （美国英语）.
18. ↑  . 2018-08-16  [2018-09-01]. （原始内容存档于2018-08-17） （美国英语）.
19. ↑  Byrne, John. . RTE. 2018-08-27  [2019-04-15]. （原始内容存档于2019-04-15）.
20. ↑  . 2019-04-10  [2019-06-19]. （原始内容存档于2019-05-30） （英语）.
21. ↑  . Facebook. 2019-04-04  [2019-04-15]. （原始内容存档于2019-04-19）.
22. ↑  . Facebook. 2019-04-07  [2019-04-15]. （原始内容存档于2022-07-15）.
23. ↑  Petski, Denise. . Deadline Hollywood. 2016-11-15  [2018-09-01]. （原始内容存档于2018-08-26） （美国英语）.
24. ↑  Lodderhose, Diana. . Deadline Hollywood. 2017-06-21  [2018-09-01]. （原始内容存档于2018-10-30） （美国英语）.
25. ↑  . 英國廣播公司美國台.   [2018-09-01]. （原始内容存档于2018-08-29） （美国英语）.
26. ↑  . 英國廣播公司美國台.   [2018-09-01]. （原始内容存档于2018-07-22） （美国英语）.
27. ↑  Abbott, Kate. . 衛報. 英國. 2019-07-01  [2019-07-03]. （原始内容存档于2019-07-03） （英国英语）.
28. ↑  Petski, Denise. . Deadline. 2019-08-19  [2019-08-20]. （原始内容存档于2019-08-19） （美国英语）.
29. ↑  Griffin, Louise. . metro.co.uk. 2019-11-08  [2020-03-14]. （原始内容存档于2019-12-23） （英国英语）.
30. ↑  Snierson, Dan. . Entertainment Weekly. 2019-11-07  [2020-03-14]. （原始内容存档于2020-03-29） （美国英语）.
31. ↑  Clarke, Stewart. . 2018-04-04  [2018-09-01]. （原始内容存档于2018-08-28） （美国英语）.
32. ↑  . BBC America.   [2018-09-01]. （原始内容存档于2018-08-17） （美国英语）.
33. ↑  Thomas, Damon [@damonUK].  (推文). 2018-07-16  [2018-09-01] –Twitter （美国英语）.
34. ↑  Spencer, Samuel. . 每日快報. 2019-04-07  [2019-05-05]. （原始内容存档于2019-04-09） （美国英语）.
35. ↑  Murgatroyd, Lucy. . 太陽報. 2019-08-13  [2019-09-03]. （原始内容存档于2019-09-03） （英国英语）.
36. ↑  Nolan, Emma. . Metro. 2019-08-14  [2019-09-03]. （原始内容存档于2019-09-03） （英国英语）.
37. ↑  Hastings, Chris. . 每日郵報. 2019-10-12  [2019-10-18]. （原始内容存档于2019-10-13） （英国英语）.
38. ↑  . BBC. 2020-04-07  [2020-04-08]. （原始内容存档于2020-10-11） （英国英语）.
39. ↑  . BBC. 2020-04-07  [2020-04-08]. （原始内容存档于2020-10-11） （英国英语）.
40. ↑  . Net-a-Porter. 2019-10-19  [2019-10-19]. （原始内容存档于2019-10-19） （英国英语）.
41. ↑  Nemetz, Dave. . TVLine. 2018-04-05  [2018-09-01]. （原始内容存档于2018-06-20） （美国英语）.
42. ↑  Goldberg, Lesley. . The Hollywood Reporter. 2018-04-05  [2018-09-01]. （原始内容存档于2018-07-05） （美国英语）.
43. ↑  Porter, Rick. . hollywoodreporter.com (The Hollywood Reporter). 2018-07-27. （原始内容存档于2018-12-30） （美国英语）.
44. 1 2  Igoe, Katherine J.; Mitchell, Amanda. . Marie Claire. 2019-04-07  [2019-05-05]. （原始内容存档于2019-04-15） （英国英语）.
45. ↑  Webb Mitovich, Matt. . TVLine. United States: Penske Media Corporation. 2019-04-08  [2019-04-08]. （原始内容存档于2019-04-08） （美国英语）.
46. ↑  Shaw-Williams, Hannah. . ScreenRant. United States. 2019-05-28  [2019-05-27]. （原始内容存档于2019-05-28） （美国英语）.
47. ↑  . Variety. 2020-03-27  [2020-03-28]. （原始内容存档于2020-03-28） （美国英语）.
48. ↑  Snierson, Dan. . Entertainment Weekly. 2020-01-03  [2020-01-05]. （原始内容存档于2020-01-04） （美国英语）.
49. ↑  Petski, Denise. . Deadline Hollywood. 2020-02-20  [2020-03-14]. （原始内容存档于2020-02-24） （美国英语）.
50. ↑  White, Peter. . Deadline. 2021-03-16  [2021-03-16]. （原始内容存档于2022-07-15） （美国英语）.
51. ↑  .   [2019-11-04]. （原始内容存档于2019-11-04） （美国英语）.
52. ↑  .   [2019-11-04]. （原始内容存档于2019-11-04） （美国英语）.
53. 1 2  . 爛番茄.   [2019-08-13]. （原始内容存档于2019-04-03） （美国英语）.
54. 1 2  . Metacritic.   [2018-09-01]. （原始内容存档于2018-09-23） （美国英语）.
55. 1 2  . 爛番茄.   [2019-08-13]. （原始内容存档于2019-04-11） （美国英语）.
56. 1 2  . Metacritic.   [2019-04-11]. （原始内容存档于2020-10-11） （美国英语）.
57. 1 2  . 爛番茄.   [2020-06-12]. （原始内容存档于2019-06-20） （美国英语）.
58. 1 2  . Metacritic.   [2020-04-13]. （原始内容存档于2020-04-13） （美国英语）.
59. ↑  . The Guardian. 2019-09-16. （原始内容存档于2019-11-01） （英国英语）.
60. 1 2  TV News Desk. . Broadway World. 2018-06-01. （原始内容存档于2018-07-14） （美国英语）.
61. ↑  . 新浪娛樂. 2018-04-28  [2019-04-08]. （原始内容存档于2019-04-08） （中文（中国大陆））.
62. ↑  Patten, Dominic. . Deadline. 2019-04-09  [2019-04-20]. （原始内容存档于2019-04-10） （美国英语）.
63. ↑  Pucci, Douglas. . Programming Insider. 2019-04-13  [2019-04-20]. （原始内容存档于2019-04-13） （美国英语）.
64. ↑  Lewis, Hilary. . Hollywood Reporter. 2019-04-09. （原始内容存档于2019-04-10） （美国英语）.
65. ↑  TV News Desk. . Broadway World. 2019-04-18. （原始内容存档于2019-04-18） （美国英语）.
66. 1 2 3  . BBC. 2019-03-28. （原始内容存档于2019-04-11） （美国英语）. Winner announcement: May 12.
67. ↑  Romano, Nick. . Entertainment Weekly. 2018-12-06. （原始内容存档于2018-12-06） （美国英语）.
68. ↑  Hipes, Patrick. . Deadline Hollywood. 2018-12-12  [2018-12-20]. （原始内容存档于2018-12-13） （美国英语）.
69. ↑  Hammond, Pete. . Deadline Hollywood. 2018-12-10  [2018-12-20]. （原始内容存档于2018-12-10） （美国英语）.
70. ↑  Hipes, Patrick. . Deadline. 2018-07-12  [2018-09-01]. （原始内容存档于2018-08-26） （美国英语）.
71. 1 2  Abad-Santos, Alex. . Vox (website). 2019-09-22  [2019-09-25]. （原始内容存档于2019-09-23） （美国英语）.

## 外部連結
- 官方网站
- 互联网电影数据库（IMDb）上《追殺夏娃》的资料（英文）
- 在BBC Programmes了解《追殺夏娃》（英文）